# Editora musical
Editora musical é uma empresa que edita, comercializa e promove partituras e letras de canções.

## História e papel das editoras musicais na indústria musical

### Revolução Industrial e a substituição das partituras escritas pelas editadas
As editoras musicais começaram a aparecer no final do século XIV com a invenção da prensa tipográfica por Gutenberg e tiveram importante influência a partir das revoluções burguesas, especializando-se em contratar compositores e autores de letras, quando passaram a ser a forma de comércio de música por excelência. O surgimento das casas editoriais de música beneficiou-se de mudanças nas técnicas de fabricação de papel e dos livros propiciada pela Revolução Industrial que permitiu o barateamento e a popularização dos produtos. Assim, as editoras passaram a promover concertos e temporadas com as canções dos seus catálogos, tanto de música clássica como de ragtime e outros ritmos populares. O crescimento dessas casas editoriais foi imenso nessa época, adquirindo elas a mesma importância que teriam as gravadoras no período subsequente, sendo os editores de partituras os empresários da indústria da música nessa época. Essa expansão foi muito forte especialmente nos grandes centros irradiadores de cultura, produzindo localidades ou nichos especializados no negócio, isto é, um sistema de editoração musical centralizado. Isso se deu em lugares como Rio de Janeiro e São Paulo, Tin Pan Alley em Nova Iorque, ou a Denmark Street em Londres.
No Brasil, até o final do século XIX apenas cinco províncias possuíam casas editoriais de partituras: Rio de Janeiro, São Paulo, Pernambuco, Bahia e Pará.

### Após o advento das gravações
Com a invenção do fonógrafo e do gramofone, no final do século XIX, as gravadoras (ou editoras discográficas) passaram a exercer o papel de indústria dinâmica, crescendo em taxas exponenciais. As gravadoras passaram a contratar artistas para gravações, mas o repertório a ser gravado estava já vinculado às editoras musicais. O que se deu é que as editoras musicais passaram a funcionar como "intermediários" entre os artistas ou as gravadoras e os compositores, ficando a gravadora responsável pelo processo de produção, de distribuição e de promoção dos fonogramas e as editoras pelos direitos de reprodução do repertório a ser gravado. Assim, as editoras normalmente possuem os direitos patrimoniais sobre a composição (cedidos pelos compositores em troca da promoção das composições) e, ao serem essas obras gravadas e distribuídas em mídias, as editoras arrecadam o valor da venda das mídias e repassam aos compositores, ficando com um percentual. Portanto, as editoras detém os direitos patrimoniais sobre aquilo que é gravado (o material sobre o qual se dá a interpretação do artista: o repertório) e as gravadoras sobre o resultado da gravação (os fonogramas).